# Beeskow
Beeskow is een gemeente in de Duitse deelstaat Brandenburg. Het is de Kreisstadt van de Landkreis Oder-Spree. De stad telt 8.070 inwoners.
In de burcht van Beeskow bevindt zich een cultureel en opleidingscentrum. Hier worden exposities getoond en wordt eind 2017 het Muziekmuseum heropend.

## Geografie
Beeskow heeft een oppervlakte van 77 km² en ligt in het oosten van Duitsland.

## Demografie
- Ontwikkeling van de bevolking sinds 1875 binnen de huidige grenzen (blauwe lijn: Bevolking; stippellijn: Vergelijking van de ontwikkeling van de bevolking van de deelstaat Brandenburg, Grijze achtergrond: tijdens de nazi-regering, Rode achtergrond: tijdens de communistische regering)
- Recente ontwikkeling van de bevolking (blauwe lijn) en prognoses (stippelijn)

| Jaar | Inwoners |
| ---- | -------- |
| 1875 | 6 668    |
| 1890 | 6 585    |
| 1910 | 6 408    |
| 1925 | 6 744    |
| 1939 | 7 128    |
| 1950 | 9 191    |
| 1964 | 8 667    |

| Jaar | Inwoners |
| ---- | -------- |
| 1971 | 8 774    |
| 1981 | 9 617    |
| 1985 | 9 749    |
| 1990 | 9 712    |
| 1995 | 9 403    |
| 2000 | 8 946    |
| 2005 | 8 432    |

| Jaar | Inwoners |
| ---- | -------- |
| 2010 | 8 120    |
| 2015 | 8 122    |
| 2016 | 8 099    |
| 2017 | 8 080    |
| 2018 | 8 042    |
| 2019 | 8 040    |
| 2020 | 8 070    |

Gegevensbronnen worden beschreven in de Wikimedia Commons.

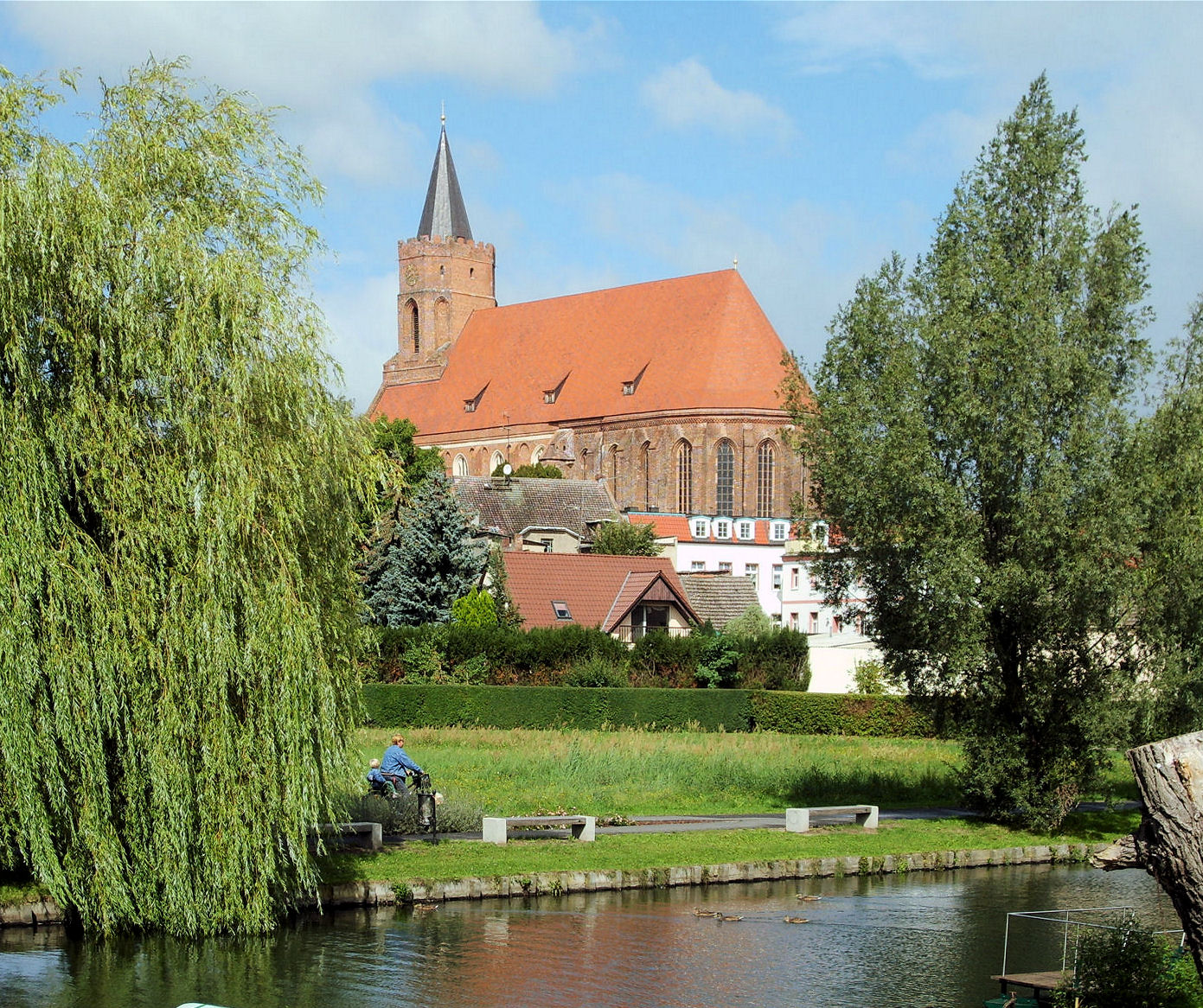
Marienkirche in Beeskow

## Stedenband
- Krefeld (Duitsland), sinds 1990

Bad Saarow ·
Beeskow ·
Berkenbrück ·
Briesen (Mark) ·
Brieskow-Finkenheerd ·
Diensdorf-Radlow ·
Eisenhüttenstadt ·
Erkner ·
Friedland ·
Fürstenwalde/Spree ·
Gosen-Neu Zittau ·
Groß Lindow ·
Grünheide ·
Grunow-Dammendorf ·
Jacobsdorf ·
Langewahl ·
Lawitz ·
Mixdorf ·
Müllrose ·
Neißemünde ·
Neuzelle ·
Ragow-Merz ·
Rauen ·
Reichenwalde ·
Rietz-Neuendorf ·
Schlaubetal ·
Schöneiche bei Berlin ·
Siehdichum ·
Spreenhagen ·
Steinhöfel ·
Storkow ·
Tauche ·
Vogelsang ·
Wendisch Rietz ·
Wiesenau ·
Woltersdorf ·
Ziltendorf